# Protestantismo en América Latina
El protestantismo en América Latina ha constituido, desde los inicios de la conquista y la colonización española de América, un sector muy minoritario de la población cristiana. Sin embargo, el número de adeptos a las confesiones de doctrina protestante viene en franco ascenso desde hace un par de décadas.

## Antecedentes coloniales
Los antecedentes del protestantismo en América Latina se remontan a los primeros años de la colonización del continente. Por un lado, estaban los intentos de algunas potencias protestantes de instalarse en América y, por el otro, la llegada de personas de forma aislada a las colonias españolas.

### Colonia Welser o Welserland en Venezuela, 1528 - 1556
La primera instalación del protestantismo en América fue la colonia auspiciada por la Familia Welser en el oeste de Venezuela, (Klein-Venedig o Welserland, como se conoció el mencionado territorio) entre 1528-1556, apoyada por el mismo Carlos I de España para pagar una de sus deudas bancarias, y que fue desmantelada por la Corona años después, cuando la consideró como una peligrosa agrupación de luteranos. Efectivamente, entre los colonos alemanes había destacados luteranos, como el gobernador Ambrosio Alfinger y el vicegobernador Nicolás Federmann, Hans Seissenhoffer (Juan El Alemán) y Juan Flamenco (Johannes Flemmich), cuyos respectivos padres habían sido hasta firmantes de la Confesión de Augsburgo. El historiador Lars P. Qualben afirma al respecto que «por el año 1532 toda la colonia había aceptado la fe luterana», siendo J. Flamenco entregado a la Inquisición de Santo Domingo, versión aunque no respalda adecuadamente con documentos su afirmación. Con todo, la colonia ya estaba completamente desmantelada en 1546.

### Colonia hugonota en Brasil, 1555 - 1567
Durante el reinado de Enrique II de Francia, también se instalaron en América colonias de hugonotes fugitivos en la bahía de Guanabara (1555-1560), cerca de la ubicación posterior de Río de Janeiro, Brasil. Este refugio para protestantes de habla francesa perseguidos fue totalmente aniquilado por mandato de Sebastián I de Portugal. Igual suerte corrió otro pequeño asentamiento hugonote en La Florida (1562-1565), masacrado por orden de Felipe II de España.

### Colonia neerlandesa en Pernambuco, (1624 - 1654)
Debido a la guerra luso-neerlandesa, los calvinistas holandeses ocuparon partes del noreste de Brasil, colonizando y estableciendo allí la Iglesia reformada neerlandesa. La obra misionera calvinista duró allí 30 años, hasta la reconquista portuguesa.

### Colonia escocesa en Panamá (1698 - 1700)
Junto a las expediciones de William Paterson, hacia 1698, unos mil doscientos escoceses de confesión presbiteriana arribaron a Panamá para establecer una colonia a orillas del Golfo de Darién, en la Comarca de Kuna Yala. Según el historiador escocés Nat Edwards, el fracaso de la colonia representó para su país un duro golpe económico, tanto así, que provocó su bancarrota y su unión forzada a Inglaterra. El fracaso económico y los ataques españoles terminaron por disolver la colonia.

### Guatemala (1841-1882)
Los principios de la iglesia evangélica en Guatemala se remontan a 1841, cuando el marinero inglés Federico Crowe llegó de Belice para vender Biblias. Cuando Crowe regaló una biblia al presidente conservador Rafael Carrera y fundó un colegio, el clero se alarmó y usó su influencia para que lo expulsaran. En 1882, bajo la presidencia del general Justo Rufino Barrios, llegó el primer misionero evangélico oficialmente recibido en Guatemala, el pastor presbiteriano Juan C. Hill. En 1887 le sustituyó el pastor presbiteriano Eduardo M, Haymaker, quien trabajó en Guatemala más de 60 años. Hacia 1900 entraron en Guatemala la Misión Centroamericana, Los Amigos (Cuáqueros), la Iglesia Metodista Primitiva y la Iglesia del Nazareno.  

### Aventureros protestantes
La segunda forma de llegada del protestantismo a la América colonial española fue junto al arribo espontáneo de trabajadores y aventureros independientes de alguna confesión protestante. La Corona española siempre se esforzó por controlar estrechamente las características de quienes pasaban a instalarse en sus colonias, pero varios "herejes" protestantes y también creyentes de otras confesiones (judíos especialmente) lograron burlar los controles y, posteriormente, durante los siglos XVI al XVIII, un pequeño número fue descubierto y acusado de "herejías luteranas" (entre otras acusaciones) en los tribunales de la Inquisición española en América.
El trabajo de los inquisidores fue muy exitoso, ya que el protestantismo fue extirpado de la América española y no volvió a aparecer hasta las guerras de independencia hispanoamericanas.

## Misioneros
Tras la Descolonización de América la mayoría de las nuevas naciones americanas abolieron los tribunales de la Inquisición, pero no incluyeron en sus constituciones la Libertad de cultos hasta varios (y a veces muchos) años más tarde. Los padres fundadores de las naciones americanas eran en su gran mayoría anticlericales (muchos integrantes de Logias Masónicas), pero seguían viendo en la religión cristiana de fe católica del pueblo un elemento de integración nacional.
El triunfo político de sectores más liberales y su llegada al poder facilitó la entrada abierta de los primeros misioneros protestantes a los países de América Latina. Entre estos misioneros se destaca la figura de James Thompson (más conocido en el mundo evangélico protestante como Diego Thomson), representante de las Sociedades Bíblicas Británicas. Thomson arribó al puerto de Buenos Aires en 1819 y desde su llegada recibió el apoyo del presidente Bernardino Rivadavia. Desde Argentina, Thomson pasó a Chile en 1821, invitado por el presidente Bernardo O’Higgins; en 1822 llegó al Perú, donde fue nombrado director de educación pública. En 1824, Thomson pasó a Ecuador y un año después a Colombia. Por último continuó su labor en México y las Antillas españolas e inglesas. Tras las huellas de Thomson fueron numerosos los agentes de las Sociedades Bíblicas que extendían la difusión de las Sagradas Escrituras en lengua castellana (versión Reina-Valera, es decir, sin los libros deuterocanónicos).
Las relaciones comerciales entre las nuevas naciones y varios países protestantes fueron suavizando el trato a los extranjeros evangélicos protestantes, pero ningún país cambió en esta etapa sus constituciones para admitir la libertad religiosa. La mayoría de los inmigrantes protestantes no veían la necesidad de difundir su fe y se contentaban con la simple práctica privada de la misma.

## Asentamiento

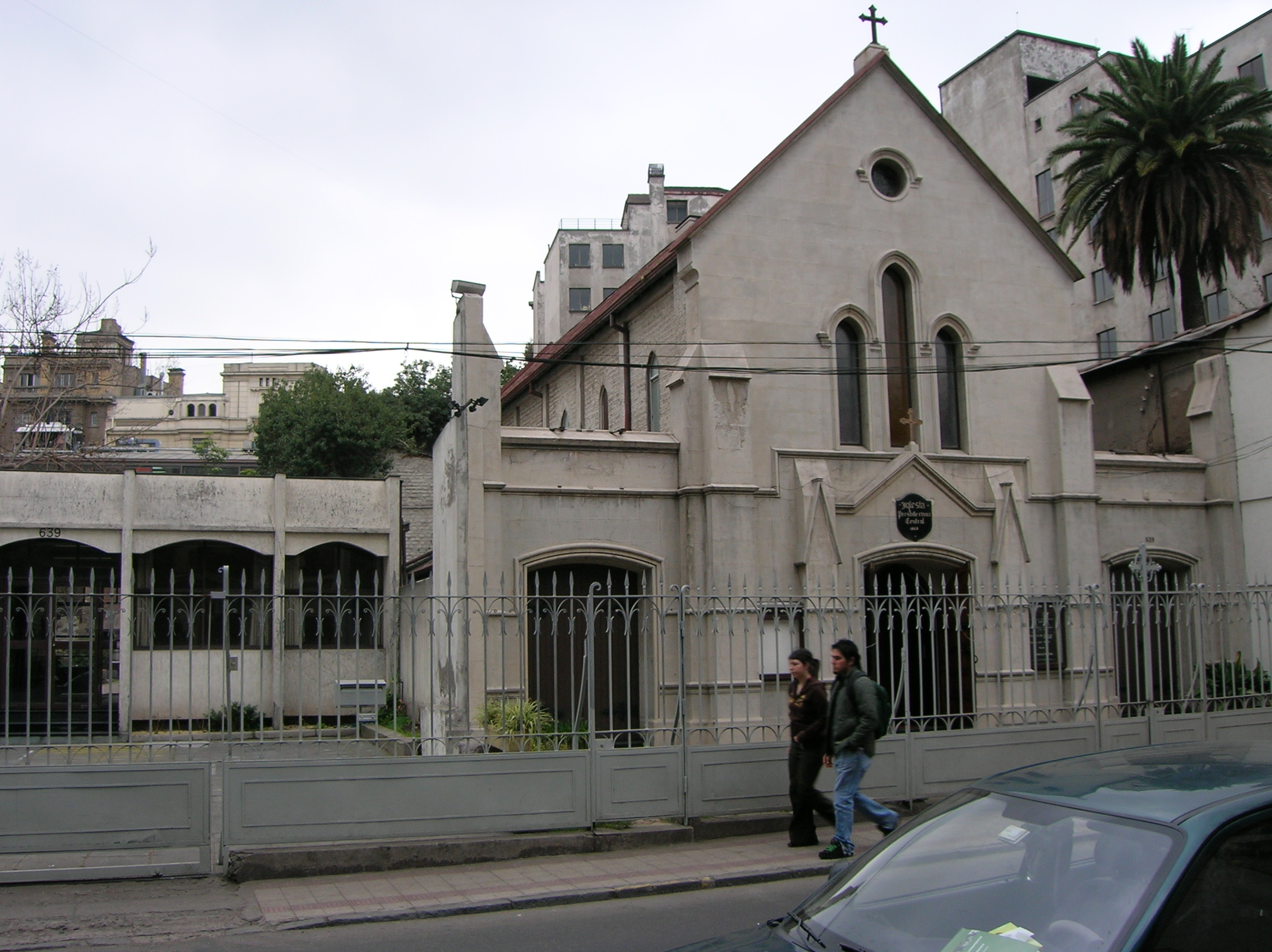
Iglesia Presbiteriana Central en Santiago de Chile, de la Iglesia Presbiteriana de Chile, inaugurada en 1868.

El ultramontanismo católico y el nacimiento de un movimiento liberal más radical y secularizante abrieron finalmente la puerta a la libertad de cultos. Hacia la mitad del siglo XIX casi todas las constituciones habían incluido alguna forma de libertad religiosa en su articulado.
En Brasil y México nacieron las primeras sociedades protestantes estrechamente ligadas a los movimientos anticlericales y masónicos. Los primeros misioneros presbiterianos, metodistas y congregacionalistas empezaron a llegar hacia 1872. A los primeros protestantes en México y Brasil se les unieron otros en países como Argentina, Cuba y Chile. 
En Venezuela, los primeros misioneros Protestantes llegan a partir de 1878 en Caracas. A partir del siglo 20,  misioneros escandinavos y alemanes radicados en  Estados Unidos pertenecientes a la Misión Alianza Escandinava de EEUU, la Iglesia Evangélica Libre Sueca de EEUU, Movimiento de Santidad Pentecostal, Iglesia Bautista Sueca de EE. UU., entre otros; realizan diversos tipos de proselitismo religioso, siendo los pioneros en la mencionada nación.
Hacia el siglo XIX habían surgido numerosas sociedades misioneras en Estados Unidos para difundir su mensaje en América Latina. Estas agencias se centraron en dos puntos básicos: la creación de escuelas y centros médicos.
La difusión evangélica durante el siglo XIX fue lenta y difícil. La presión social sobre los nuevos conversos, las persecuciones y linchamientos empezaron a generalizarse en diferentes países americanos. Pero el protestantismo había arraigado en todos los países. En México, por ejemplo, en 1892 había 566 iglesias y en 1908 había 700 congregaciones, y en Chile se fundaba la primera iglesia protestante autóctona sin ninguna relación con misiones foráneas en 1909.
El protestantismo de principios del siglo XX era una pequeña minoría en la mayoría de los países, compuesta en su mayor parte por clases medias y bajas, pero tenía una amplia red educativa y médica y buena relación con los políticos de corte liberal. A finales del siglo XX e inicios del siglo XXI, el protestantismo se encuentra en franco ascenso, logrando concretar una membresía importante en todos los países latinoamericanos. Este ascenso se debe a la expansión del movimiento pentecostal que cada vez más atrae a las clases medias y bajas.